# Wyprawa w dwudziestolecie
Wyprawa w dwudziestolecie – antologia tekstów z dwudziestolecia międzywojennego w wyborze i z komentarzami Czesława Miłosza.
Antologia, określona przez autora „ogrodem wycinanek”,  zawiera teksty z prasy międzywojennej, dokumenty historyczne, postanowienia traktatów pokojowych, protokoły z debat sejmowych i konferencji, memoriały i odezwy, publiczne przemówienia, ulotki rozrzucane po ulicach, zapisy w pamiętnikach, listy, a także artystyczne kreacje ówczesnej rzeczywistości w utworach literackich, pieśniach i legendach. Książka powstała w Krakowie w 1998 r. głównie w oparciu o zbiory Biblioteki Jagiellońskiej. Poszukiwania tekstów pod kierunkiem Miłosza dokonał doktorant polonistyki UJ Kamil Kasperek, który również spisał komentarze podyktowane przez sędziwego poetę.

We wstępie autor pisze: 

Nie jestem historykiem i nie będę dawać przeglądu najważniejszych dat i wypadków ani tłumaczyć zawiłych problemów gospodarczych i narodowościowych. (…) Dzisiaj bez przesady można powiedzieć, iż tamta Polska jest krainą mityczną, słabo opisaną i rzadko zwiedzaną przez nowe pokolenia. (…) Zastanawiałem się, w jaki sposób prowadzić taką gawędę, i doszedłem do wniosku, że zamiast próby opisu posłużę się głosami ludzi, którzy wtedy żyli i uczestniczyli w codziennych zagadnieniach i wyzwaniach.

Najwięcej tekstów dotyczy spraw najbliższych poecie: wydarzeń w Wilnie oraz na ziemiach dawnego Wielkiego Księstwa Litewskiego. Najczęściej cytowane są pisma „Przegląd Wileński”, „Dziennik Wileński” oraz wileńskie „Słowo”. Na łamach książki pojawiają się m.in. nazwiska: Józefa Mackiewicza, Michała Birżiszki, Antona Łuckiewicza, ks. Wincentego Godlewskiego, Jakuba Wygodzkiego, prof. Mariana Zdziechowskiego oraz gen. Lucjana Żeligowskiego.

## Tytuły rozdziałów
- Wstęp
- Wilno
- Wahania Piłsudskiego
- Lwów
- Wojna na wschodzie
- Traktat ryski
- Granice zachodnie
- Wczesne lata dwudzieste
- Na Wileńszczyźnie
- Żydzi – lata dwudzieste
- Stolica
- Wieś
- Robotnicy
- Administracja
- Sanacja
- W obliczu końca
- Ludzie

## Wydania polskie
- Kraków: Wydawnictwo Literackie, 1999, 2000, 2011

## Przekłady na języki obce
- Išvyka į Dvidešimtmetį, Vilnius: Pasviręs pasaulis, 2003.

## Recenzje i omówienia
- Adamczyk Arkadiusz, „Wyprawa w dwudziestolecie”, Czesław Miłosz, „Piotrkowskie Zeszyty Historyczne” 2001, t. 3, s. 314-316.
- (ar), Dwudziestolecie wg Miłosza, „Przekrój” 1999, nr 47, s. 38.
- Bagłajewski Arkadiusz,  Dwugłos o literaturze nowej i najnowszej, „Język Polski w Szkole Średniej” 2000, nr 3, s. 107-108.
- Bagłajewski Arkadiusz, O dwudziestoleciu inaczej, „Język Polski w Szkole – Gimnazjum”  2000, nr 3, s. 107-108.
- Bąkowski Andrzej, Miłosz i Odojewski, „Palestra” 2000, nr 2-3, s. 83-86.
- Dąbrowski Andrzej Józef, Aby mit nie przesłonił prawdy, „Przegląd Polski (Polish Review) 2000, nr z 14 I, s. 2, 15.
- E.S., Polemika z oleodrukiem. „Wyprawa w dwudziestolecie” z Czesławem Miłoszem,   „Przegląd Polski (Polish Review) 1999, nr z 29 X, s. 3.
- Faron Bolesław, Dwudziestolecie odbrązowione, „Nowa Polszczyzna” 2000, nr 1, s. 57-59.
- Faron Bolesław, „Ruch Literacki” 2000, z. 2, s. 262-264.
- J.J.M., „Biuletyn Historii Pogranicza” 2000, nr 1, s. 121.
- Korkozowicz Jerzy, Była naprawdę, „Głos Nauczycielski” 1999, nr 51, s. 11.
- Kozik Ryszard, Radłowska Renata, Kolejka do Miłosza, „Gazeta Wyborcza” 1999, nr 250,  s. 16.
- Majcherek Janusz A., Arkadia mniemana (Na marginesach książki Czesława Miłosza „Wyprawa w Dwudziestolecie”), „Plus Minus” 1999, nr 50, s. 1, 6.
- Majchrowski Jacek M., Kij w mrowisko. Dwugłos o „Wyprawie w Dwudziestolecie” Czesława Miłosza, „Tygodnik Powszechny” 2000, nr 1, s. 15.
- Masłoń Krzysztof, Poeta pamięta..., „Magazyn Literacki’ 1999, nr 11, s. 3-4.
- Michalski Cezary, 20-lecie wg Miłosza, „Życie” 1999, nr 265, s. 2.
- Myszkowski Krzysztof, Ogród wycinków, „Kwartalnik Artystyczny” 1999, nr 4, s. 188-189.
- Osica Janusz, Książki, które warto znać, „Wiadomości Historyczne” 2000, nr 1, s. 59.
- Rodak Paweł, Bliskie i dalekie dwudziestolecie, „Znak” 2000, nr 7, s. 112-118.
- Romanowski Andrzej, Ostatni, co tak poloneza wodzi, „Dekada Literacka” 1999, nr 11-12,  s. 1, 11.
- Sadecki Jerzy, Podróż z emocjami, „Rzeczpospolita” 1999, nr 250, s. 10.
- Skaradziński Bohdan, Czarne i białe, „Nowe Książki, 2000, nr 1, s. 25.
- Stawiarska Agnieszka, Kij w mrowisko, „Życie z Książkami” 1999, nr z 25 XI, s. 4.
- Urbanek Mariusz, „Odra” 2000, nr 2, s. 117-118.
- Wroczyński Tomasz, Niezwykła wyprawa Czesława Miłosza, „Biuletyn Informacyjny Biblioteki Narodowej” 1999, nr 4, s. 51-53.
- Wyka Marta, Dwadzieścia lat myśliwego. Dwugłos o "Wyprawie w Dwudziestolecie" Czesława Miłosza, „Tygodnik Powszechny” 2000, nr 1, s. 15.
- Zaleski Marek, Tamten kraj, „Gazeta Wyborcza” 1999, nr 264, s. 16.
- Zapert Tomasz Zbigniew, Subiektywny podręcznik historii, „Życie” 1999, nr 257, s. 8.
- Zaworska Helena, Ciężar wolności, „Książki. Gazeta” 1999, nr 10, s. 4-5.